# Savin Bor
Savin Bor es un pueblo ubicado en el municipio de Berane, en Montenegro.

## Demografía
Hasta 2011 la población era de 255 habitantes, conformada por 52 hogares y 94 viviendas.
| 261                                                              | 314 | 373 | 425 | 472 | 349 | 261 | 255 |
| (Fuente: Population statistics of Eastern Europe & former USSR.) |     |     |     |     |     |     |     |

| Etnicidad                                           | Número | Porcentaje |
| --------------------------------------------------- | ------ | ---------- |
| Bosnios                                             | 251    | 96,16 %    |
| Musulmanes                                          | 10     | 3,83 %     |
| Fuente: Republic of Montenegro. Statistical Office. |        |            |